# 阿力米热·阿卜都热伊木
阿力米热·阿卜都热伊木（維吾爾語：ئالمىرە ئابدۇرېھىم‎，拉丁维文：Almire Abdurëhim，2007年6月30日—），中国拳击运动员，新疆阿克苏人，曾在2024年亚洲青年拳击锦标赛U18青年女子组70公斤级别项目比赛中获得冠军。

## 生平
2007年6月30日，阿力米热·阿卜都热伊木出生于新疆维吾尔自治区阿克苏地区阿克苏市，母亲是阿迪拉·麦木提孜，父亲是伊萨克·司马义。
阿力米热的启蒙教练海日妮萨·艾则孜曾是一名专业拳击运动员，后因伤退役到阿克苏地区社体中心业余体校担任拳击教练。2018年5月，海日妮萨到阿克苏市第一小学挑选运动员。该校校足球队的阿力米热·阿卜都热伊木当时11岁、身高1.68米，被海日妮萨选中，进入阿克苏地区拳击队，接受拳击启蒙训练。由于其反应速度快、柔韧性好、能吃苦、训练专注，被阿克苏地区纳入重点培养对象。
2019年，阿力米热第一次代表阿克苏地区参加新疆维吾尔自治区青少年拳击锦标赛，取得金牌。2019年5月，入选新疆体育职业技术学院拳击队，因表现出色，很快便得到拳击队全体教练员的认可。2020年，入选新疆维吾尔自治区拳击队，教练是艾克拜尔·玉苏浦。2020年至2023年四年，阿力米热均在自治区拳击锦标赛女子组比赛中获得冠军。2023年4月，阿力米热在全国女子少年（U16）拳击锦标赛75公斤级比赛中获得冠军。2023年12月，阿力米热在比赛中被打断鼻梁骨，做完鼻梁手术后她便再次返回训练场。
2024年，亚洲青年拳击锦标赛在哈萨克斯坦阿斯塔纳市举办，5月7日，阿力米热在U18女子70公斤级比赛中以5:0的成绩击败哈萨克斯坦选手玛丽亚·西多伦科获得冠军。从而实现了阿克苏籍运动员在国际拳击项目赛事中金牌零的突破。由于表现出色，阿力米热被大会组委会评为本年度“最佳运动员”称号。